# Власий (Перегонцев)
Схиархимандри́т Вла́сий (в миру — Анато́лий Владимирович Перего́нцев; 8 февраля 1934, Кушлянщина, Западная область — 4 ноября 2021, Москва) — священнослужитель Русской православной церкви, схиархимандрит, духовник Пафнутьево-Боровского монастыря (1991—1998; 2003—2021).

## Биография
«Людская молва разнесла, что я чуть ли не экстрасенс. А я раньше изучал иридодиагностику и по радужной оболочке глаз могу диагностировать разные заболевания. Вообще почти все болезни тела напрямую зависят от болезней души. Стоит человеку устать, омрачиться, ослабнуть, как тотчас врываются недуги.»
Родился 8 февраля 1934 года в селе Кушлянщине, в Смоленском районе Западной области, в верующей семье (бабушка стала схимонахиней Михаилой). Пословица «Без Бога — не до порога», часто произносимая его бабушкой схимонахиней, стала его девизом по жизни.
По окончании школы поступил на лечебный факультет Смоленского медицинского института (кафедра педиатрии и детских болезней), но из-за религиозных убеждений и посещений служб в Успенском кафедральном соборе подвергся травле и преследованиям в институте. Оставив учёбу в институте, переехал в город Мичуринск Тамбовской области, где встретился со своим духовным наставником иеромонахом Иларионом (Рыбарем), с которым переехал в Закарпатье, в монастырь Флора и Лавра. Так как пропавшего студента объявили во всесоюзный розыск, вынужден был сменить имя, нарекли Петром (в честь апостола Петра), и через пять лет был пострижен в иночество с именем Власий (в честь Власия Севастийского) и одиннадцать лет был келейником у Илариона (Рыбаря).
С закрытием монастыря в период хрущёвских гонений вынужден был вернуться в Смоленск, где был принят на работу в Успенский собор в качестве псаломщика и регента, сблизившись с епископом Смоленским Гедеоном (Докукиным), который позднее рукоположил его в сан иеродиакона и иеромонаха.
В 1972 году в связи с назначением епископа Гедеона управляющим Новосибирской епархией переехал вместе с ним в Новосибирск.
Позднее переехал в Тобольск, где служил в храме Святителя Иоанна Тобольского. Из-за разногласий с местным архиереем вынужден был перебраться сначала в Тюмень, а позднее в Белгородскую область к архимандриту Серафиму (Тяпочкину), который в 1980 году постриг его в схиму с тем же именем (но уже в честь мученика Власия Кесарийского).
В 1979 году стал священником в церкви Дмитрия Солунского в деревне Рябушки в Калужской области.
В 1991 году по благословению архиепископа Калужского и Боровского Климента (Капалина) был назначен духовником возрождавшегося Пафнутьево-Боровского монастыря.
В 1998 году, заболев онкологическим заболеванием, уехал в Пантелеимонов монастырь на Афоне, где и пробыл в затворе шесть лет. В 2003 году вернулся в Боровский монастырь.
Скончался 4 ноября 2021 года от осложнений, вызванных коронавирусной инфекцией.

## Взгляды
Схиархимандрит Власий считается одним из известных и авторитетных духовников современности.
«Каждый человек — это неповторимое творение Божие, и на каждого человека нужно смотреть с любовью, будь он мусульманин или протестант, иудей или вообще неверующий, да кто угодно! Кто мы такие, чтобы его судить? Нам Господь дал о ближних только одну заповедь — любить!»
«Мы можем создавать свою жизнь какой захотим, можем быть кем угодно, и если наши желания чисты и честны, то Бог будет оберегать и помогать нам на протяжении всей жизни».
«Победа в Великой Отечественной войне — это выстраданная молитва русского народа. Это была боль русского народа, которую он смиренно принес Богу».
«Болезнями лечится внутренний духовный человек. Через немощи и болезни тела лечится дух».
«Неси покаяние, делай добрые дела, твори милостыню, никого не осуждай, и главное — помни, что твоя милость к другим обязательно обернется милостью к тебе и к твоим чадам, которым ты не дала родиться на свет!» — схиархимандрит Власий. Рассказы и размышления схиархимандрита Власия (Перегонцева)